# Midway Geyser Basin

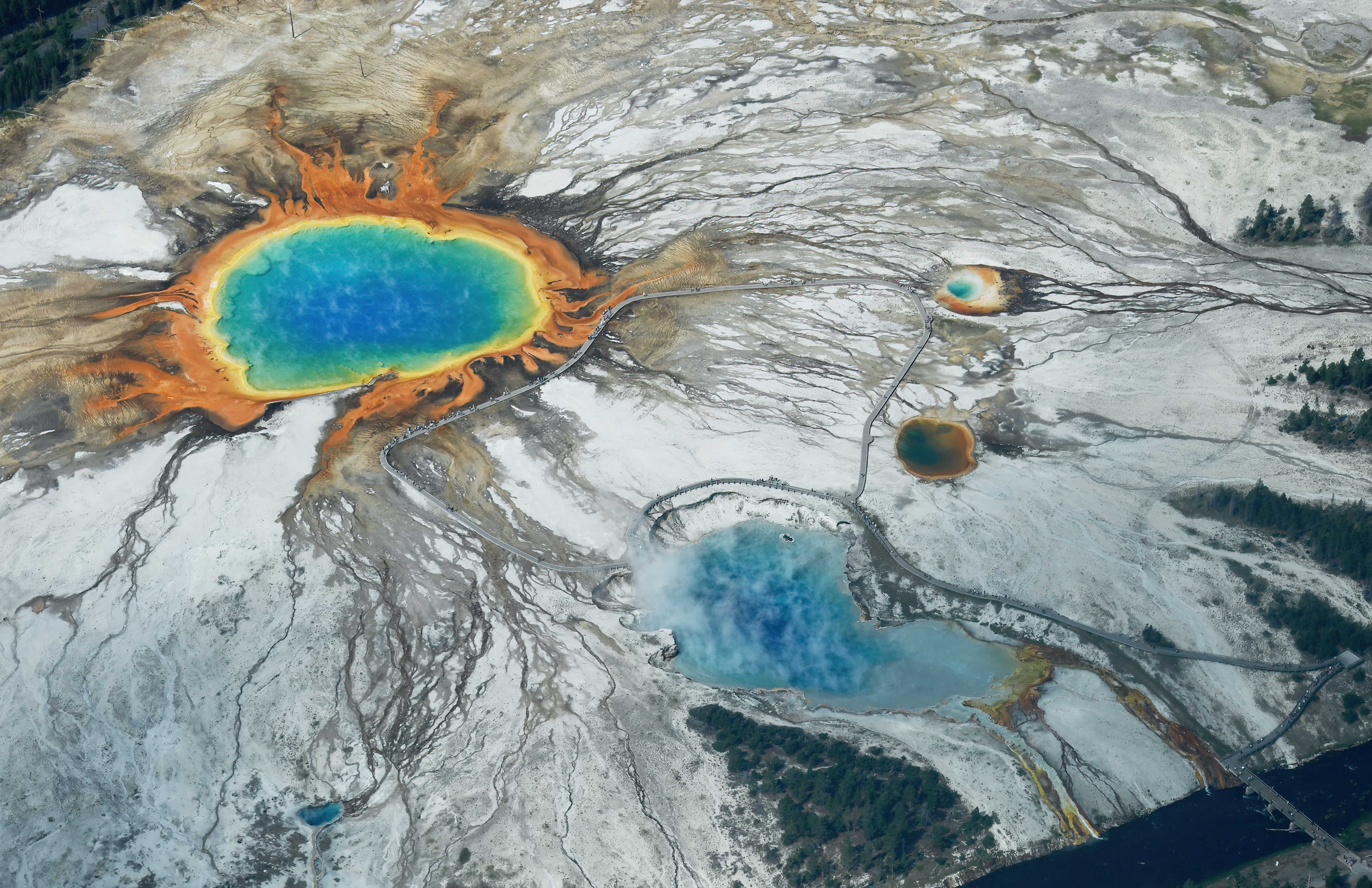
Luchtfoto van het Midway Geyser Basin

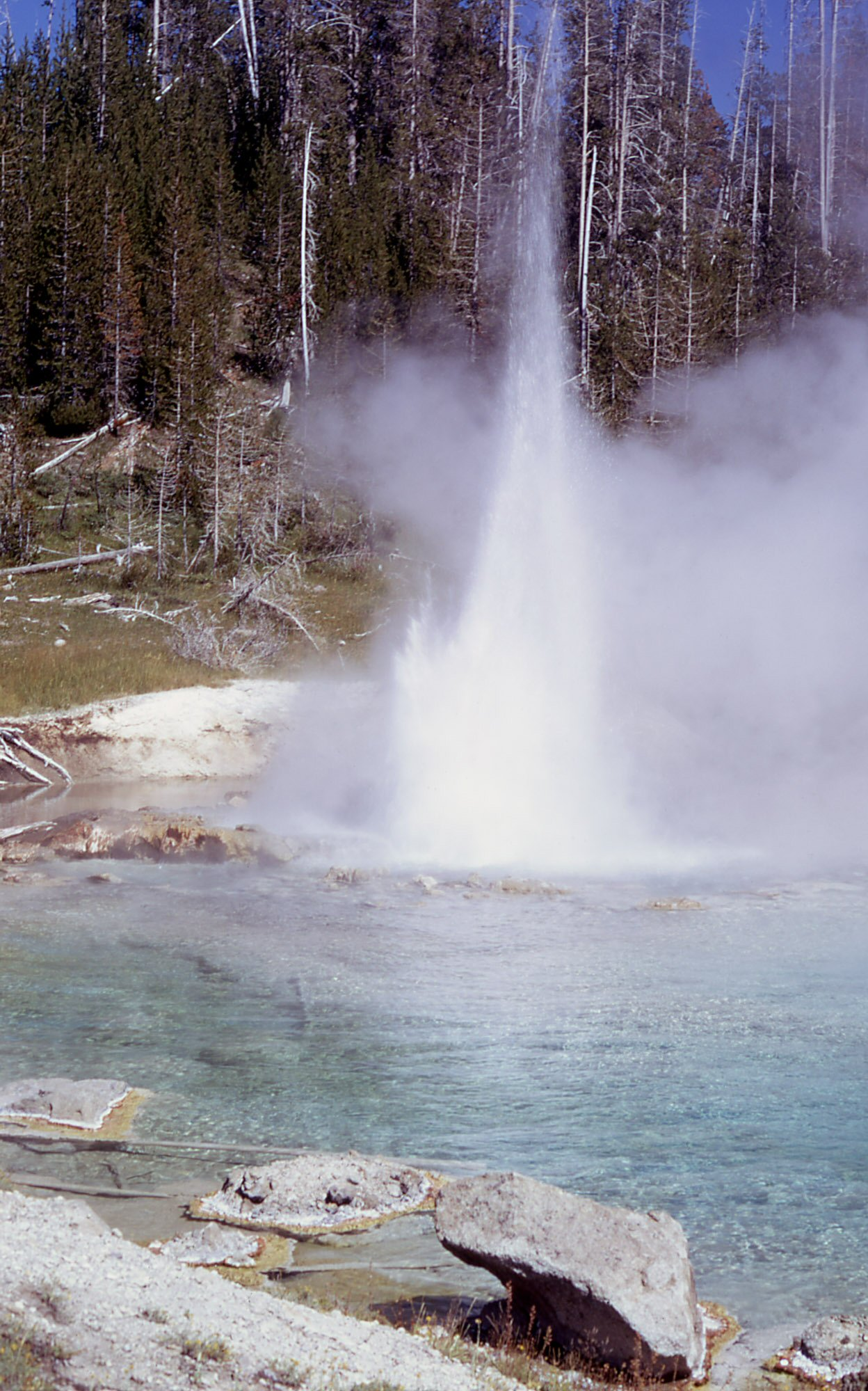
Imperial Geyser

Het Midway Geyser Basin is een gebied in het Nationaal Park Yellowstone en omvat een groep geisers. Het bassin omvat een minder groot aantal geisers dan het nabijgelegen Lower Geyser Basin en het Upper Geyser Basin. De geisers zijn gelegen langs de rivier Firehole.

## Geisers
Onderstaande geisers zijn gelegen in het Midway Geyser Basin:
- Excelsior Geyser
- Grand Prismatic Spring
- Imperial Geyser
- Opal Pool (slapende geiser)